# New Providence (Iowa)
New Providence è un comune degli Stati Uniti d'America, situato nello Stato dell'Iowa, nella contea di Hardin.